# 春野桜子
春野 桜子（はるの さくらこ、1976年1月20日 - ）は、日本の漫画家。福岡県福岡市出身。女性。血液型はAB型。

## プロフィール
『4まが』（シンフィールド）掲載の4コマ漫画「シンちゃんの一日」でデビュー。同作品は2011年現在も連載中。他の作品に4コマ漫画「未来チャン」など。
また、2010年6月11日設立の漫画製作会社SAKURA HEARTS代表。